# Paisaje vitícola de la isla de Pico
El Paisaje vitícola de la isla de Pico (en portugués, Paisagem da Cultura da Vinha da Ilha do Pico) es un sitio clasificado por la Unesco en 2004. Abarca un área de 987 hectáreas en la isla de Pico, la segunda en tamaño del archipiélago de las Azores. La zona clasificada incluye una notable patrón de muros lineales paralelos y perpendiculares a la línea de costa rocosa. Los muros fueron construidos para protección de los millares de pequeñas y contiguas parcelas rectangulares (designados 'currais') del agua del mar y del viento. Registros de esta viticultura, cuyos orígenes datan del siglo XV, se manifiestan en la extraordinaria colección existente en casas particulares, solares de inicio del siglo XIX, bodegas, iglesias y puertos. Este bellísimo paisaje construido por el hombre en este lugar son los restos de una práctica antigua que abarcaba la región azoriana.